# Германн (Міссурі)
Германн (англ. Hermann) — місто (англ. city) в США, в окрузі Ґасконейд штату Міссурі. Населення — 2185 осіб (2020).

## Географія
Германн розташований за координатами 38°41′52″ пн. ш. 91°26′6″ зх. д. / 38.69778° пн. ш. 91.43500° зх. д. (38.697652, -91.434865).  За даними Бюро перепису населення США в 2010 році місто мало площу 7,01 км², з яких 6,54 км² — суходіл та 0,47 км² — водойми.

## Демографія
Згідно з переписом 2010 року, у місті мешкала 2431 особа в 1047 домогосподарствах у складі 614 родин. Густота населення становила 347 осіб/км².  Було 1291 помешкання (184/км²).
Расовий склад населення:
| - 97,0 % — білих - 0,6 % — чорних або афроамериканців - 0,4 % — азіатів - 0,1 % — корінних американців |

До двох чи більше рас належало 1,4 %. Частка іспаномовних становила 1,6 % від усіх жителів.
За віковим діапазоном населення розподілялося таким чином: 21,5 % — особи молодші 18 років, 54,1 % — особи у віці 18—64 років, 24,4 % — особи у віці 65 років та старші. Медіана віку мешканця становила 44,9 року. На 100 осіб жіночої статі у місті припадало 90,1 чоловіків;  на 100 жінок у віці від 18 років та старших — 84,5 чоловіків також старших 18 років.
Середній дохід на одне домашнє господарство  становив 56 248 доларів США (медіана — 35 278), а середній дохід на одну сім'ю — 77 775 доларів (медіана — 53 287). Медіана доходів становила 30 518 доларів для чоловіків та 30 598 доларів для жінок. За межею бідності перебувало 13,4 % осіб, у тому числі 17,4 % дітей у віці до 18 років та 13,5 % осіб у віці 65 років та старших.
Цивільне працевлаштоване населення становило 1050 осіб. Основні галузі зайнятості: виробництво — 27,0 %, освіта, охорона здоров'я та соціальна допомога — 18,3 %, роздрібна торгівля — 12,7 %, мистецтво, розваги та відпочинок — 9,0 %.